# Sremčica
Sremčica (em cirílico:Сремчица) é uma vila da Sérvia localizada no município de Čukarica, pertencente ao distrito de Belgrado, na região de Šumadija. Possuía uma população de 1993 habitantes segundo o censo de 2009.

## Demografia
| 1948  | 1953  | 1961  | 1971  | 1981   | 1991   | 2002   |
| ----- | ----- | ----- | ----- | ------ | ------ | ------ |
| 2 076 | 2 133 | 2 185 | 2 448 | 13 193 | 16 225 | 18 450 |